# Audi Field
Audi Field là một sân vận động dành riêng cho bóng đá ở Buzzard Point tại Washington, D.C. Đây là sân nhà của đội bóng Major League Soccer D.C. United. Sân vận động cũng được sử dụng bởi Washington Spirit của NWSL trong các trận đấu được lựa chọn. Sân vận động có sức chứa 20.000 người.
Trước đây, D.C. United đã khám phá các địa điểm trong Vùng đô thị Washington. Sau sự thất bại của đề xuất xây dựng sân vận động ban đầu vào năm 2006, D.C. United đã đưa ra hai đề xuất bổ sung về xây dựng sân vận động nhưng cũng thất bại.
Vào tháng 1 năm 2011, câu lạc bộ đã khai phá sử dụng phần đất chưa sử dụng trước đây tại Buzzard Point để xây dựng một sân vận động; điều này đã được xác nhận vào tháng 7 năm 2013, khi Buzzard Point được công bố là địa điểm của sân vận động. Được khởi công vào tháng 2 năm 2017, việc xây dựng đã hoàn thành vào tháng 7 năm 2018.